# Louise Stephanie Zeh
Louise Stephanie Zeh (13 de febrero de 1980) es una deportista camerunesa que compitió en judo. Ganó dos medallas de bronce en el Campeonato Africano de Judo en los años 1997 y 1998.

## Palmarés internacional
| Campeonato Africano | Campeonato Africano    | Campeonato Africano | Campeonato Africano |
| Año                 | Lugar                  | Medalla             | Categoría           |
| ------------------- | ---------------------- | ------------------- | ------------------- |
| 1997                | Casablanca (Marruecos) | Medalla de bronce   | –52 kg              |
| 1998                | Dakar (Senegal)        | Medalla de bronce   | –57 kg              |